# Stevie Young
Stevie Young (ur. 11 grudnia 1956 w Glasgow) – gitarzysta australijski pochodzenia szkockiego, członek zespołu AC/DC, bratanek Angusa i Malcolma Youngów. Gra na gitarze rytmicznej.
W 1980 został członkiem zespołu Starfighters, z którym nagrał dwa albumy Starfighters w 1981 i In Flight Movie rok później. W 1981 Starfighters wzięli udział w tournée AC/DC pod nazwą Back in Black Tour. 3 maja 1988 przed koncertem AC/DC w Portland w ramach Blow Up Your Video Tour, zastąpił mającego problemy z alkoholem gitarzystę Malcolma Younga. Stevie Young towarzyszył zespołowi do ostatniego koncertu tournée, który odbył się 13 listopada 1988 w Great Western Forum w Los Angeles.
W 2014 w związku z zawieszeniem działalności muzycznej ze względu na udar mózgu Malcolma Younga, Stevie Young został członkiem AC/DC, nagrywając wkrótce wraz z zespołem nowy album studyjny Rock or Bust.